# Renan Luce
Renan Luce (* 5. März 1980 in Paris) ist ein französischer Liedermacher. 

## Biographie
Renan Luce wurde am 5. März 1980 in Paris geboren, verbrachte jedoch seine gesamte Kindheit und Jugend in Plourin-lès-Morlaix, einem kleinen Ort in der Bretagne.
Nach dem Abitur besuchte er die zwei obligatorischen Vorbereitungsklassen auf die Grande école am Lycée Saint-Vincent in Rennes. In dieser Zeit hatte er bereits seine ersten Auftritte in Bars und auf Musikfestivals.
Nach Ablauf dieser zwei Jahre immatrikulierte er sich an der Toulouse Business School (etwa: Wirtschaftshochschule). Während seines Studiums komponierte Renan Luce seine ersten Chansons, die auf einer CD veröffentlicht wurden, deren Erlös einer Schule in Madagaskar zugutekamen.
Nach seinem Studium zog er nach Paris um und entschied sich relativ rasch dafür, sich ausschließlich seiner Karriere als Sänger und Komponist zu widmen. Seinen ersten Plattenvertrag unterzeichnete er Ende 2005 bei Barclay Records.
Im September 2006 erschien mit Repenti sein erstes Studioalbum, aus dem vier Singles ausgekoppelt wurden (Les voisines, 2006, La Lettre, 2007, Repenti, 2008 und Monsieur Marcel, 2008).
Da er bislang lediglich in frankophonen Ländern auftritt, ist er in Deutschland weitgehend unbekannt. In Frankreich hingegen erhielt sein Album Repenti mit über 250.000 verkauften Exemplaren bereits im Dezember 2007 Platinstatus.
Renan Luce war mit der Schriftstellerin Lolita Séchan vom 31. Juli 2009 bis 2016 verheiratet. Die beiden haben eine Tochter, Héloïse.

## Diskografie
- 2006: Repenti
- 2009: Le clan des miros
- 2014: D'une tonne à un tout petit poids
- 2019: Renan Luce

## Auszeichnungen
- 2008 Gewinner des „Victoire de la musique“ in der Kategorie Le Groupe ou l'Artiste révélation Scène de l’année
- 2008 Gewinner des „Victoire de la musique“ in der Kategorie L’album Révélation de l’année mit dem Album Repenti
- 2009 Nominierung für den „Victoire de la musique“ in der Kategorie Lied des Jahres für Repenti
- 2009 Grand Prix du Disque du Télégramme